# Habberg
Der Habberg zwischen Brilon-Wald und Elleringhausen im nordrhein-westfälischen Hochsauerlandkreis ist ein 653,3 m ü. NHN hoher Berg im Rothaargebirge. Er bildet mit dem etwas höheren Ginsterkopf im Süden ein gemeinsames Massiv bzw. ist der Nordgipfel desselben.

## Geographie

### Lage
Der im Sauerland befindliche Habberg liegt im Nordostteil des Rothaargebirges westlich vom im Tal der Hoppecke gelegenen Brilon-Wald (südlicher Stadtteil von Brilon) und nordöstlich vom im Tal des Gierskoppbachs befindlichen Elleringhausen (südöstlicher Stadtteil von Olsberg), wobei die Grenze beider Städte gipfelnah über den Berg verläuft.

### Naturräumliche Zuordnung
Der Habberg gehört in der naturräumlichen Haupteinheitengruppe Süderbergland (Nr. 33), in der Haupteinheit Rothaargebirge (mit Hochsauerland) (333) und in der Untereinheit Hochsauerländer Schluchtgebirge (333.8) zum Naturraum Habuch (333.83), wobei sein Gelände im Westen in den Naturraum Ramsbecker Rücken und Schluchten (333.81) abfällt.

### Berghöhe
Nordöstlich unterhalb dem 653,3 m hohen Habberggipfel ist topographischen Karten eine 651,5 m hohe Stelle zu entnehmen, und rund 500 m nordnordwestlich des Gipfels liegt der 616 m hohe Schusterknapp.

### Rhein-Weser-Wasserscheide
Über den Habberg und den südlich davon befindlichen Ginsterkopf (663,3 m) verläuft die Rhein-Weser-Wasserscheide: Während das Wasser des westlich fließenden Gierskoppbachs durch die Ruhr in den Rhein entwässert, verläuft jenes der östlich befindlichen Hoppecke durch die Diemel in die Weser. Im Übergangsbereich zwischen beiden Bergen entspringt der kleine Gierskoppbach-Zufluss Habbecke, auf der Ostflanke des Habbergs der Äskerfsiepen (Aeskerfsiepen) und auf seiner Nordflanke die Lüttmecke, die beide in die Hoppecke münden.

## Schutzgebiete
Auf den Nordostbereichen des Habbergs liegt das Landschaftsschutzgebiet Hoppecke-Diemel-Bergland <Landschaftstyp A> (CDDA-Nr. 345020; 1989 ausgewiesen; 78,03 km² groß) und auf seinen Südwestteilen das LSG Olsberg (CDDA-Nr. 345105; 2004; 79,52 km²).

## Verkehr und Wandern
Östlich des Habbergs verläuft im Tal der Hoppecke die Bundesstraße 251 durch Brilon-Wald und westlich im Tal des Gierskoppbachs durch Elleringhausen die Landesstraße 743. Durch den Übergangsbereich zum Ginsterkopf führt der 1.393 m lange Elleringhauser Tunnel der Oberen Ruhrtalbahn. Westlich um die Habbergkuppe herum verläuft der Rothaarsteig. Nordöstlich vorbei am Gipfel führt ein Pfad.